# Rue Charron
La rue Charron à Aubervilliers, est une des anciennes rues du centre-ville,.

## Situation et accès
Cette voie, partant de l'ouest au carrefour de la rue de la Courneuve (anciennement rue du Fort) et de la rue du Moutier, se termine au carrefour de la rue Chapon et de la rue André-Karman.

## Origine du nom

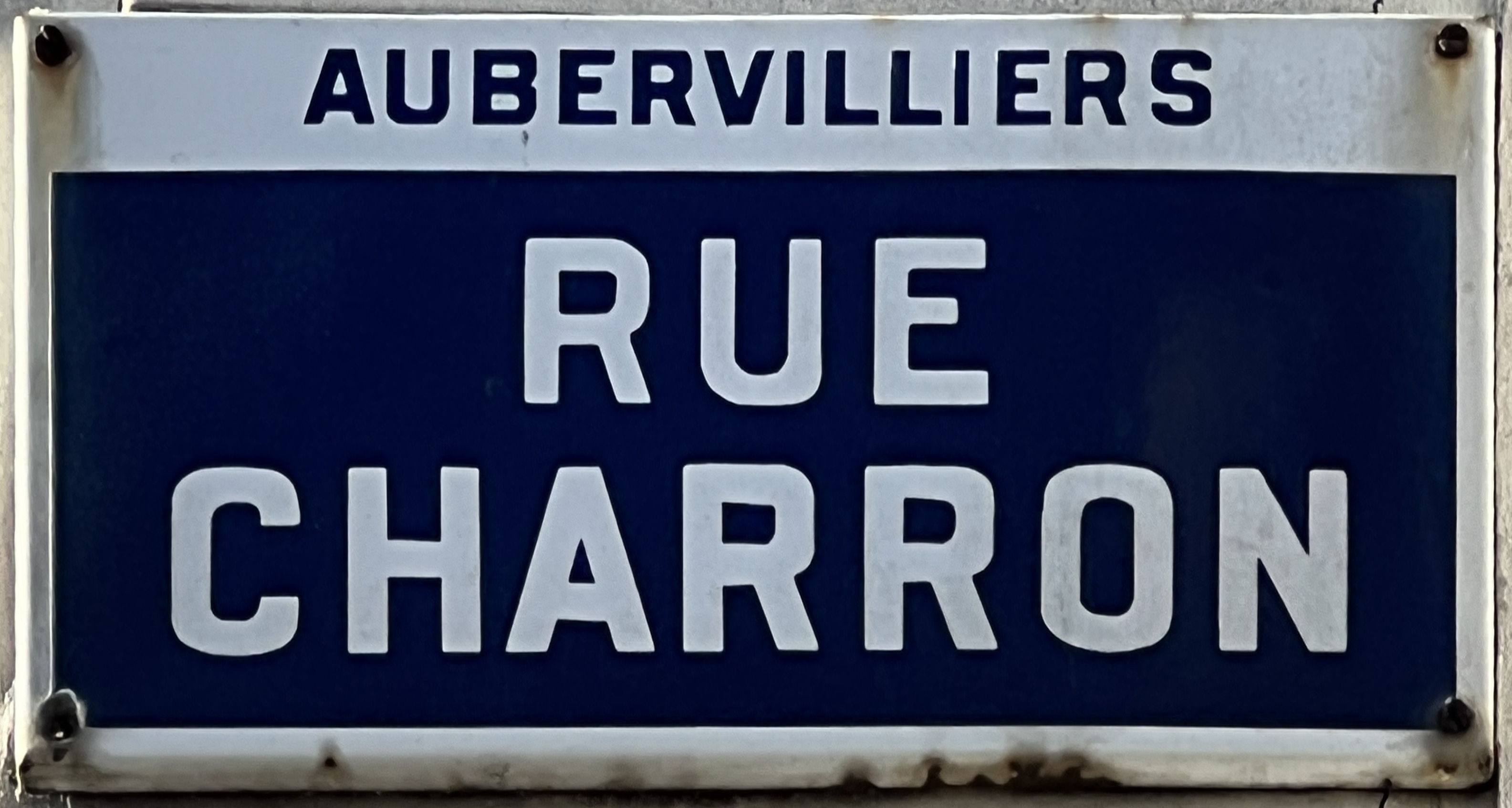
Plaque de la rue.

## Historique
C'est une des rues les plus anciennes d’Aubervilliers, dont le cadastre napoléonien montre qu’elle était déjà entièrement construite en 1808.

## Bâtiments remarquables et lieux de mémoire
- Église Notre-Dame-des-Vertus d'Aubervilliers.
- Square Lucien-Brun.

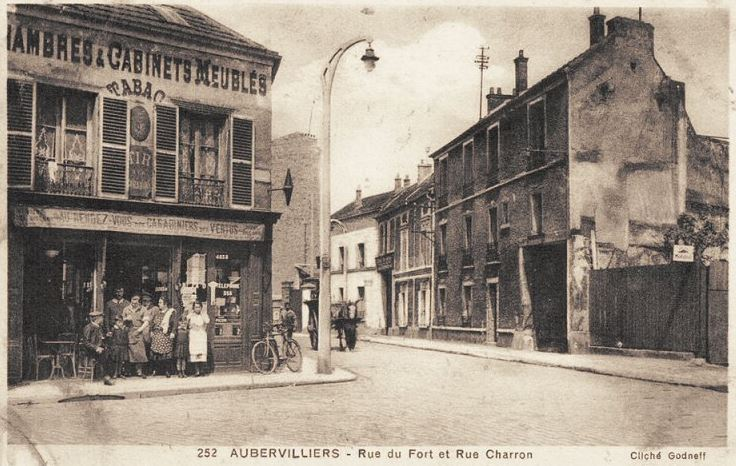
Rue du Fort (Rue Léopold-Rechossière) et rue Charron. Les deux bâtiments au premier plan existent toujours.
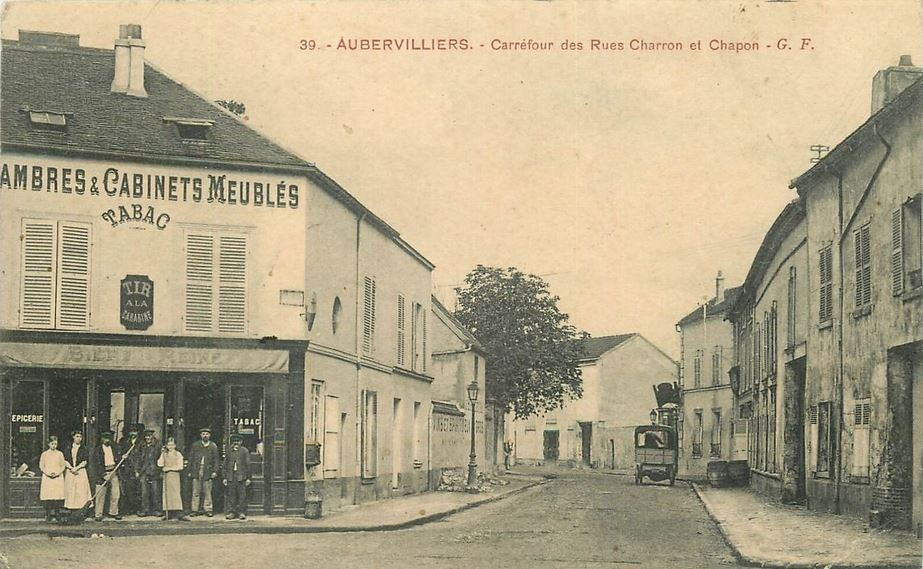
Rue Charron et rue Chapon.
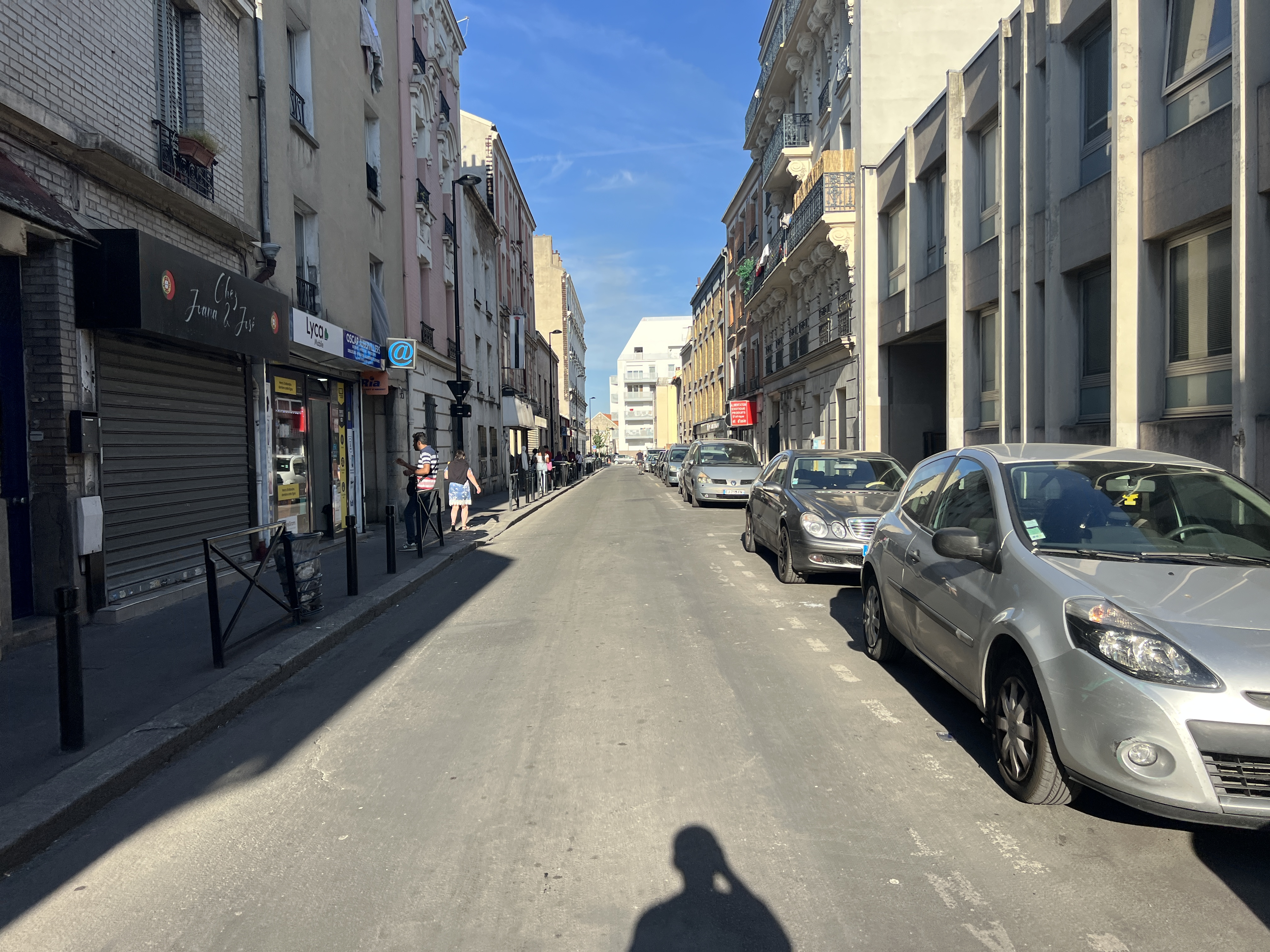
La rue en juillet 2022.